# Tabidia strigiferalis
Tabidia strigiferalis là một loài bướm đêm trong họ Crambidae.